# 大木亜希子
大木 亜希子（おおき あきこ、1989年〈平成元年〉8月18日 - ）は、千葉県出身の元アイドル、作家、女優、ライター。元SDN48メンバー。かつては亜希子名義で、活動していた。奈津子は双子の姉である。

## 来歴
戸板女子短期大学卒業。
- 2005年、奈津子と共に知人の紹介でスカウトされて芸能の仕事を始める。芸能事務所研音に所属し『唐沢寿明 Presents 記憶の力 II』でデビュー。
- ドラマ『野ブタ。をプロデュース』で女優として活動を始める。
- 2010年5月15日に、奈津子とともにSDN48の2期生として活動開始。後に亜希子がセンターの楽曲『淡路島のタマネギ』を発表する。振付はMAXのNANAが担当[1]。
- 2011年12月31日の第62回NHK紅白歌合戦にAKB48グループとして出場する。「紅白2011 AKB48スペシャルMIX～がんばろう日本！～」として「フライングゲット」と「Everyday、カチューシャ」を披露[2][3]。
- 2012年3月31日にNHKホールで行われた『SDN48 コンサート「NEXT ENCORE」 in NHKホール』を最後にSDN48を卒業[ブログ 1]。
- 2015年6月6日に、博報堂系列コラムサイトしらべぇ編集部に営業・編集として入社したことを公表する。芸能活動はフリーで継続する。
- 6月25日に配信された「おっさんレンタル」を特集した記事は閲覧回数が100万回を越え、人気記事ランキング殿堂入りする。
- 10月よりしらべぇでコラムニストとして週連載を始め、独自の視点でコラム記事を執筆する。記事広告を販売する営業マンとして、花王や東京証券取引所などからPR記事広告を獲得する。自身で企画、執筆するだけではなくタレントとして記事に出演することもある。
- 東京証券取引所のPR広告「株主優待の桐谷さんとのデート企画」はSNS上で多く拡散されてTwitter上で話題を呼んだ[4]。
- 6月にnoteに投稿したエッセイ『月々のノルマのように男達とご飯に行くことを辞めた』は、アラサー女性の婚活疲れをテーマに記事化した内容であり、この記事は同世代の女性を中心に多くの共感を呼んだ[note 1]。
- 12月17日Dybe!で執筆したコラム「赤の他人のおっさんと住むことを選択した」について、瀧波ユカリ、佐々木俊尚をはじめ多くの著名文化人が引用ツイートにて内容を取り上げ、ツイッター日本のトレンドランキング3位を獲得した[5]。
- 2019年7月14日放送の『林先生の初耳学』（TBS）で林修から「彼女は文章が上手い」と絶賛される。
- 日本テレビ『スッキリ』コメンテーター坂口孝則がブログで書評記載
- 2019年7月14日、羽田圭介がYouTubeチャンネルで書評紹介。
- 9月11日放送のニッポン放送ラジオ「垣花正あなたとハッピー！」とAERAで、経済評論家の森永卓郎が書評紹介。
- 2020年公開の新竹蟹蔵監督映画「The Ghost in you」で主演の鴉役を演じた[6]。
- 1月11日放送「王様のブランチ」BOOKコーナー内にて「人生に詰んだ元アイドルは、赤の他人のおっさんと住む選択をした」が、SHIBUYA TSUTAYAの文芸ランキングTOP10入りし、書評入りで紹介される。
- 7月21日発売の小説現代8月号にて読み切り創作小説「シナプス」を公開[7][8]。
- 2022年3月2日、講談社より自身初の文芸小説『シナプス』発売。各界より、池松壮亮、BiSHのセントチヒロチッチ、有村藍里、カツセマサヒコの推薦文が帯コメントに寄せられた[9]。
- 2023年1月より、文藝春秋社『別冊文藝春秋』にて連載小説『マイ・ディア・キッチン』がスタート。大手文芸誌にて、自身初の巻頭トップを飾る[10]。
- 5月17日、「人生に詰んだ元アイドルは、赤の他人のおっさんと住む選択をした」の映画化と2023年秋公開が発表された。[11]主演 - 深川麻衣、井浦新、監督穐山茉由。

## 人物
- 姉の奈津子はロングヘアで女の子らしいファッションが多いのに対して、亜希子はショートヘアでボーイッシュなファッションを好んでいる。
- 奈津子とは双子役でドラマ出演することもあるが、それぞれ個々での出演が多い。『野ブタ。をプロデュース』では、双子役ではないクラスメート役で共演した。
- 奈津子の他に姉がもう2人おり、4姉妹の末っ子である。
- 2018年6月5日WEBサイト「パラキャリ」インタビューにて15歳の時に開業医の父を亡くし[note 2]、双子の姉・奈津子と共に芸能活動で家計を支えていたことを告白。
- SDN48在籍当時は日本武道館や西武ドーム、NHK紅白歌合戦に出演する一方、自身の奨学金返済のため、コンサート翌日にトイレ掃除のアルバイトをしていた。
- 女優として尊敬する人物はドラマ、映画で二度共演した薬師丸ひろ子と、連続ドラマ『プリマダム』で親子役で共演した高岡早紀の2人。ちなみに『プリマダム』にも出演した夏帆とは、『かるた小町』『うた魂♪』でも共演歴がある[ブログ 2]。
- 餃子好きが高じて、餃子番組にゲストとして呼ばれることも多い。2016年12月11日に出演したバラエティ番組『イチゲンさん“おはつ”できますか?』では、餃子にまつわる数多くの難題クイズに挑戦し準優勝を果たした[12]。

### 交友関係
- 通っていた日出高等学校（現：目黒日本大学高等学校）では平田薫、仲里依紗、May'n、田島ゆみか、LOVERSSOULのCHIHIROとは高校の同級生で仲が良く、奈津子を入れたこの7人で卒業後もよく集まっている[ブログ 3]。
- DokiDoki☆ドリームキャンパスのメンバーで、元AKB48の大江朝美[ブログ 4]や、女優の岩井七世、近藤彩希[ブログ 5]とも仲が良い。
- モデル・女優の美馬沙亜弥とは2020年2月に東京カレンダー『金曜美女劇場』の撮影で再会。「ため息がこぼれるほど美しい」と喜びの声を上げている[13]。
- BiSHのセントチヒロチッチとは講談社『現代ビジネス』で対談をし、互いに敬意あるコメントを寄せている[14]。

## 参加曲

### シングルCD選抜曲
- 佐渡へ渡る - アンダーガールズB名義
- 淡路島のタマネギ - アンダーガールズB名義
- おねだりシャンパン - アンダーガールズA名義
- カムジャタン慕情 - アンダーガールズA名義
- クリクリ - アンダーガールズA名義

### 劇場公演ユニット曲
SDN48 1st Stage 2期生「誘惑のガーター」公演
- Black boy
- I'm sure

## 作品

### 単行本
- アイドル、やめました。AKB48のセカンドキャリア（2019年5月23日、宝島社）[15] - ISBN 978-4800291738。ISBN 4800291739
- 人生に詰んだ元アイドルは、赤の他人のおっさんと住む選択をした（2019年11月30日、祥伝社）[16] - ISBN 4396617100。ISBN 978-4396617103
- シナプス（2022年3月2日、講談社）[17] - ISBN 978-4-06-526662-5
- ミライを生きる君たちへの特別授業（2021年7月28日、岩波書店）[18] - ISBN 9784000272391
- 博報堂生活総研のキラーデータで語るリアル平成史（2021年12月24日、星海社）[19] - ISBN 978-4-06-526662-5
- マイ・ディア・キッチン（2025年2月24日、文藝春秋）[20] - ISBN 978-4-16-391941-6

### 漫画原作
- つんドル！〜人生に詰んだ元アイドルの事情〜[21] - ISBN 978-4396791919

### 映画原作
- 人生に詰んだ元アイドルは、赤の他人のおっさんと住む選択をした（2023年11月3日）[22][23]

### 新聞 雑誌
小説
- 「シナプス」 - 『小説現代』2020年8月号 (2020年7月21日)[24]
- 「マイ・ディア・キッチン」 - 『別冊文藝春秋』（2023年1月号）[25]

グラビア
- 週刊ヤングサンデー(2006年3月6日) - 表紙[26]
- モトチャンプ(2006年8月6日) - 9月号表紙[27]
- 新文化（2019年5月23日）一面[28]

インタビュー、エッセイ、対談、書評など
- BUBKA (2019年6月28日)大木亜希子ロングインタビュー4ページ特集[29]
- Top Yell NEO 2019 SUMMER(2019年6月28日)[30]
- 朝日新聞夕刊(デジタル版にも転載)[31]
- スポーツ報知中綴じ一面（デジタル版にも転載）[32]
- 週刊文春「文春図書館 著者は語る」
- 朝日新聞兵庫版（デジタルにも転載）NMB48東由樹との対談[33]
- 毎日新聞夕刊(2020年1月15日)『わたしの居場所』インタビュー掲載[34]
- ダ・ヴィンチ ミステリー作家、澤村伊智氏と対談[35]
- 小説現代2020年8月号 (2020年7月21日) 「三十路、作りものとリアルの間で揺れるとき」（佐々木愛との対談）
- Rolling Stone Japan 産業カウンセラー手島将彦氏と対談[36]
- Non-no（集英社）[37]
- 現代ビジネス（講談社）[38]
- オール讀物（文藝春秋社）11月号にて書評寄稿[39]
- BRUTUS（2023年1月号）武田砂鉄氏×麻布競馬場氏対談にて、麻布競馬場氏オススメの書籍として紹介される[40]
- 朝日新聞　10代の君へ[41]
- ダ・ヴィンチ 小説『シナプス』大木亜希子インタビュー[42]

### 写真集
- futari（2006年4月26日、ワニブックス、撮影：木村晴、共演：奈津子） - ISBN 978-4847029257。

### 映像作品
- 亜希子（2007年10月26日、リバプール） - EAN 4571174012756
- 奈津子・亜希子（2007年12月21日、リバプール） - EAN 4571174012985
- 亜希子 恐縮BODY（2011年7月14日、グラッソ） - EAN 4515778500318

## 出演

### テレビドラマ
- 野ブタ。をプロデュース（2005年10月 - 12月、日本テレビ） - 佐伯奈美 役
- プリマダム（2006年4月 - 6月、日本テレビ） - 吉村冬美 役
- レガッタ〜君といた永遠〜（2006年7月 - 9月、テレビ朝日） - 篠塚アキ 役
- 鉄板少女アカネ!!（2006年10月 - 12月、TBS） - 桂みかん 役
- 未来遊園地（2007年9月28日、テレビ朝日） - マキ 役
- かるた小町（2008年2月11日、フジテレビ） - 一条左京 役
- 未来遊園地2（2008年3月28日、テレビ東京） - マキ 役
- ヒットメーカー 阿久悠物語（2008年8月1日、日本テレビ） - ザ・ピーナッツ 役
- 恋うたドラマSP 第一夜「カムフラージュ」（2008年10月6日、TBS） - 高峰百合 役
- とめはねっ! 鈴里高校書道部（2010年1月 - 2月、NHK総合） - 日野ひろみ 役
- 歌セラ 第12回「ふぞろいの妊婦たち」（2010年12月30日、TBS） - ルミ 役
- ガッツポーズ!「蹴られる男」（2011年2月19日、フジテレビ） - あおい 役
- 天誅〜闇の仕置人〜（2014年2月28日、フジテレビ） - 悦子 役

### バラエティ
- 唐沢寿明 Presents 記憶の力II」（2005年6月25日、日本テレビ）
- ディズニー365（2006年 - 2007年、ディズニーチャンネル） - レギュラー
- ザ!世界仰天ニュース（2007年、日本テレビ）
- 熱血!平成教育学院（2007年、フジテレビ）
- 明石家さんちゃんねる（2007年、TBS）
- クイズ!ヘキサゴンII（2007年2月7日、フジテレビ）
- 未来教授サワムラ（2007年10月 - 2008年3月、フジテレビ）
- ゴッドタン 〜The God Tongue 神の舌〜（2008年5月14日、テレビ東京）
- BSブランチ 第6期（2007年11月3日 - 2008年10月25日、BS-i）
- 熱血!ホビースタジアム（キッズステーション）
- すっぽんの女たち（2010年6月30日・8月4日・11日、テレビ朝日）
- 松島瑠美のMONDAY NIGHT 20!（2011年2月21日、あっ!とおどろく放送局）
- 人生の正解TV〜これがテッパン!〜（2013年、フジテレビ） - 本人密着取材
- あさイチ（2015年11月25日、NHK総合） - 本人密着取材
- イチゲンさん“おはつ”できますか?（2016年12月11日、テレビ東京）- ゲスト出演[12]
- キテるにハマる!課外授業 バナナスクール2（2017年12月5日、東海テレビ） - ゲスト出演
- クラベスト!（2018年6月、アクトオンTV） - 芸人のホリらと共に出演（姉・奈津子の代打）
- 車あるんですけど…?（2018年11月24日、テレビ東京） - NGT48の中井りかと新旧48グループ共演[43][44][45]。
- 林先生の初耳学（TBS）[46]
- OFLIFE（2020年1月21日、毎日放送） - 大木亜希子密着取材[47]
- 筆致俳句575（厚木伊勢原ケーブルネットワーク）[48] - （2020年1月1日～12日 11:00～11:30他、1月13日～31日 15:00～15:30他）スタジオゲスト
- 王様のブランチ（2020年1月18日、TBS）[49] ＊BOOKコーナー内にて『人生に詰んだ元アイドルは、赤の他人のおっさんと住む選択をした』が、SHIBUYA TSUTAYAの文芸ランキングTOP10入りの紹介をされる。
- 爆報! THE フライデー（2020年1月24日、TBS） - 「実録 58歳のおじさんと奇妙な同居生活」本人密着取材

### 映画
- うた魂♪（2008年4月5日公開、日活） - 松本楓 役
- ヒトリマケ（2008年10月18日公開、クリエイティブオフィスなび）- 佐藤田まお 役
- IDOL -あゝ無情-（2019年11月1日）特別企画「元SDN48の大木亜希子をインタビュアーに迎えたBiSHとの対談」[50]
- The Ghost in you（2020年公開、新竹蟹蔵監督） - 主演 鴉 役
- 渇愛の果て、（2024年5月18日公開、有田あん監督） [51]

### 舞台
- ベロニカは死ぬことにした（2012年1月31日 - 2月5日、俳優座劇場）
- Kiss Me You〜がんばったシンプー達へ〜（新国立劇場 中劇場） - ヒロイン・幸子 役
- MOTHER〜特攻の母 鳥濱トメ物語〜（新国立劇場）
- ダウト！国立公安女子校（六行会ホール）
- 月下のオーケストラ（2012年4月12日 - 16日、シアターグリーン） - 奈津子とダブルキャスト
- この愛よ叶うなら嬉しいよ（2012年7月12日 - 16日、シアターグリーン BIG TREE THEATER）
- ブスの魔法使いと決め神様（2013年、サンモールスタジオ）
- 第1回 Dig/esTプロデュース公演 お妊婦たちのララバイ（2013年1月16日 - 27日、サンモールスタジオ）- 主演
- 音楽朗読劇 未熟な、ふるんちゅ（2014年、ステージカフェ下北沢亭） - 主要キャスト
- 神と遊べば（2014年、小劇場B1）
- 愛フォンブース（2015年、「劇」小劇場）
- 結婚泥棒と6つの指輪（2015年、シアター711） - 主要キャスト
- 青春ゲットバックseason2（2015年、シアター711）

### CM
- TOTO
- NTT東日本 DENPO
- イオングループ
- パナソニック
- ゴディバ[52]
- 佐世保映像社（2015年） - メイン出演
- NTTドコモ（2015年）
- サクサ イメージタレント（2015年）

### ラジオ
- ナツアキサンデーサプリ（2011年 - 2013年、WALLOP） - 亜希子と共に番組MC
- MOZAIKU NIGHT（2015年2月、bayfm）
- 手賀沼ジュンのウナンサッタリ・パンツ（2015年6月7日、NACK5）
- SEA SIDE ZOMBIE（2019年2月9日、μFM）[53]＊タブゾンビ（SOIL&"PIMP"SESSIONS）、浜崎美保がMC
- 三宅民夫のマイあさ!（2019年6月7日、NHKラジオ第1・NHKワールド・ラジオ日本）[54]
- ONE MORNING（2019年6月12日、TOKYO FM）Fly to The NEXT[55]
- Skyrocket Company（2019年6月18日、TOKYO FM）[56]
- FUTURES ラジオ版学問ノススメ（2019年6月28、JFN）[57]
- Simple style -オヒルノオト-（2019年6月、FM福井）[58]
- KOTOBAR（7月上旬2週に渡りゲスト出演、TOKYO FM）[59]
- Lovely Day（2019年7月8日、FMヨコハマ）[60]
- FUTURESCAPE（2019年8月10日、FMヨコハマ）[61]
- 元バニビ レナのアイドルを止めるな（JFN）[62]

### Web
- しらべぇ
- 日経トレンディネット
- 東洋経済オンライン[63][64]
- アリシー
- THE SCRAMBLE（ザ・スクランブル）
- 東証マネ部
- 東京カレンダー[65][13][66][ブログ 6]
- 新R25[67]
- BuzzFeed Japan[68]
- 産経新聞ニュース[69]
- Dybe![70]
- withnews[71]
- エンタメNEXT[72][73][74][75]
- telling,（朝日新聞系）[76]※関連記事前後2本
- ダ・ヴィンチニュース[77][78]
- 好書好日（朝日新聞系）[79][80]
- ハフポスト[81]
- 卒おめ（リクルート系列）[82]
- ウートピ[83][84][85]
- 耳マン[86]
- リアルサウンド[87]
- 文春オンライン[88]
- 日刊SPA![89]
- NewsPicks[90]＊関連記事を有料版で3本配信
- WomanType[91]
- BOOKウォッチ（2019年12月3日）[92]
- マイナビニュース（2019年12月22日）[93]

### その他
- いぬ会社DS（ニンテンドーDS用ゲーム、サイバーフロント） - 茶野さん 役（声の出演）

### イベント
- 能町みね子×大木亜希子トークイベント（2019年12月27日）[94]
- シェフ・鳥羽周作×大木亜希子イベント[95]（2021年6月12日）
- 作家・武田友紀×大木亜希子オンラインイベント「もやもや」を「クリア」に。若者のための就活スペシャルプログラム[96]（2023年2月1日〜14日）

### ブログ
1. ↑  “☆卒業ライブinNHKホール”. ナツ アキ ブログ.   CyberAgent (2018年3月31日). 2021年9月13日閲覧。
2. ↑  “あみやんだ。”. ナツ アキ ブログ.   CyberAgent (2009年7月27日). 2021年9月13日閲覧。
3. ↑  “高校フレンズ。”. ナツ アキ ブログ.   CyberAgent (2009年11月1日). 2021年9月13日閲覧。
4. ↑  “イマジン”. ナツ アキ ブログ.   CyberAgent (2010年6月1日). 2021年9月13日閲覧。
5. ↑  “女子高生・亜希子に戻る瞬間”. ナツ アキ ブログ.   CyberAgent (2017年10月1日). 2021年9月13日閲覧。
6. ↑  藤社優美 (2018年11月10日). “東京カレンダー☺”. VIVID FUJIKO.   CyberAgent. 2021年9月13日閲覧。

### note
1. ↑  大木亜希子 (2018年6月22日). “月々のノルマのように男達とご飯に行くことを辞めた”. note. 2021年9月13日閲覧。
2. ↑  “亡くなった親父が、急に幽霊らしいことしてきた件”. note (2018年9月24日). 2021年9月13日閲覧。